# Seznam nejvyšších budov v Praze

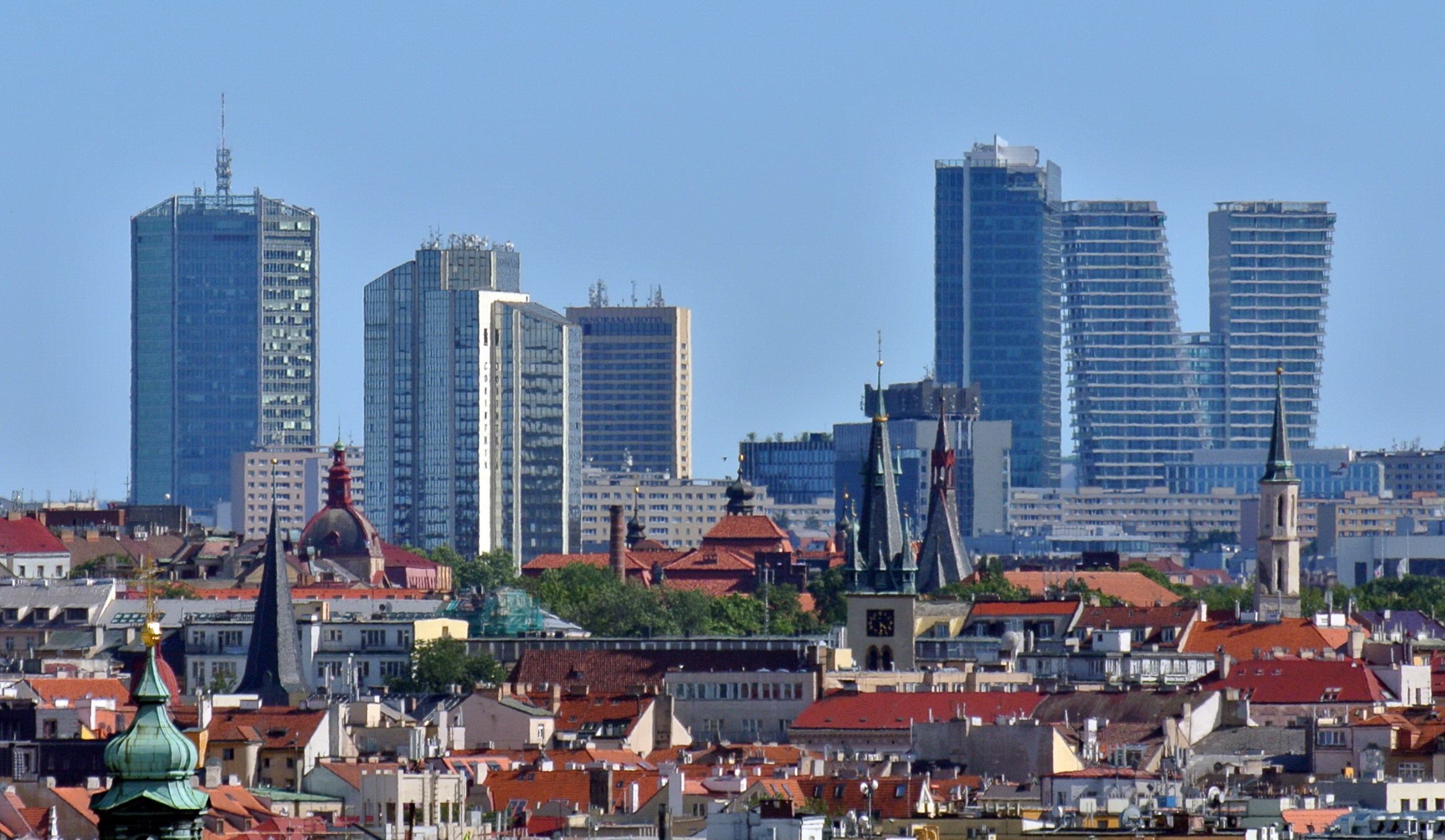
Největší koncentrace výškových budov je v Praze na Pankrácké pláni. Zleva: City Empiria (104 m), Corinthia Hotel Prague (84 m), Panorama Hotel Prague (79 m), City Tower (109 m) a V Tower (104 m)

Seznam nejvyšších budov v Praze podle výšky budovy. Seznam neobsahuje stožáry, komíny a věže kostelů či jiných budov.

## Výškové budovy
| Název                                                                       | Lokalita                                 | Výška střechy v metrech | Výška nejvyššího bodu v metrech | Počet nadzemních podlaží | Rok dokončení      |
| --------------------------------------------------------------------------- | ---------------------------------------- | ----------------------- | ------------------------------- | ------------------------ | ------------------ |
| Žižkovský vysílač (není považován za budovu, v seznamu uveden jen srovnání) | Žižkov                                   | –                       | 216                             | –                        | 1992               |
| City Tower                                                                  | Pankrác                                  | 109                     | 116                             | 27                       | 1993               |
| City Empiria                                                                | Pankrác                                  | 104                     | 132                             | 27                       | 1977               |
| V Tower                                                                     | Pankrác                                  | 103,9                   | 103,9                           | 30                       | 2018               |
| Rezidence Eliška                                                            | Vysočany                                 | 85                      | 93,6                            | 25                       | 2013               |
| Corinthia Hotel Prague                                                      | Pankrác                                  | 84                      | 90                              | 24                       | 1988               |
| Palác Vinohrady                                                             | Vinohrady                                | 70                      | 90                              | 17                       | 1971               |
| Hotel International                                                         | Dejvice                                  | 67                      | 88                              | 16                       | 1957               |
| Bytový dům SOL                                                              | Troja (Sídliště Bohnice)                 | 73                      | 82                              | 21                       | 70. léta 20. stol. |
| Ubytovna Kupa                                                               | Háje, Jižní Město, sídliště Háje         | 80                      | 81                              | 23                       | 1980               |
| Lighthouse Vltava Waterfront Towers                                         | Holešovice                               | 80                      |                                 | 18                       | 2004               |
| Panorama Hotel Prague                                                       | Pankrác                                  | 79                      | 79                              | 24                       | 1983               |
| AFI City 1                                                                  | Vysočany                                 | 75                      |                                 | 19                       | 2020               |
| Bytový dům Arnika                                                           | Záběhlice, sídliště Zahradní Město západ | 73                      | 75                              | 20                       | 1974               |
| Centrála České spořitelny                                                   | Krč                                      | 74,5                    |                                 | 22                       | 1990               |
| Bytový dům Limuzská 10                                                      | Strašnice                                | 74                      |                                 | 21                       | 1968               |
| Budova Centrotex                                                            | Pankrác                                  | 74                      |                                 | 18                       | 1969               |
| Dům Sluneční náměstí                                                        | Stodůlky, Nové Butovice                  | 73,5                    |                                 | 21                       | 2005               |
| Hotel Olympik                                                               | Karlín, sídliště Invalidovna             | 73                      |                                 | 21                       | 1967               |
| Shiran Tower                                                                | Vokovice                                 | 73                      |                                 | 16                       | 1971               |
| Hotel Rhea                                                                  | Strašnice, sídliště Malešice             | 73                      |                                 | 21                       | 60. léta 20. stol. |
| Budova Filadelfie                                                           | Michle                                   | 70                      | 72                              | 17                       | 2010               |
| ByTy Malešice                                                               | Malešice                                 | 70,7                    |                                 | 20                       | 2015               |
| Bývalý hotel Opatov                                                         | Chodov, Jižní Město                      | 70                      |                                 | 21                       | 1983               |
| Office Park Nové Butovice – budova D                                        | Stodůlky, Nové Butovice                  | 71                      | 71                              | 18                       | 2001               |
| Sluneční věž                                                                | Karlín                                   | 70                      |                                 | 21                       | 2011               |
| Kolej 17. listopadu – budova A                                              | Libeň, Holešovičky                       | 69                      | 70                              | 22                       | 1986               |
| Hotel DUM                                                                   | Modřany, sídliště Modřany                | 66                      | 69                              | 21                       | 80. léta 20. stol. |
| Bytový dům Pod Dálnicí 1                                                    | Michle                                   | 68,2                    | 69                              | 23                       | 70. léta 20. stol. |
| Budova TOKOVO                                                               | Holešovice                               | 68                      |                                 | 19                       | 1977               |
| Ubytovna Sandra (hotel Twin Opatov, Veritas)                                | Chodov, Jižní Město, sídliště Opatov     | 64                      | 68                              | 21                       | 80. léta 20. stol. |
| Bytový dům Bajkonurská 4                                                    | Chodov, Jižní Město, sídliště Opatov     | 68                      |                                 | 21                       | 80. léta 20. stol. |
| Bytový dům Hlavatého 15                                                     | Chodov, Jižní Město, sídliště Opatov     | 67                      |                                 | 20                       | 80. léta 20. stol. |
| Bytový dům Hlavatého 17                                                     | Chodov, Jižní Město, sídliště Opatov     | 67                      |                                 | 20                       | 80. léta 20. stol. |
| Bytový dům Petržílkova 2588                                                 | Stodůlky, Nové Butovice                  | 66                      |                                 | 20                       | 2005               |
| Prague Towers (A, B)                                                        | Stodůlky, Velká Ohrada                   | 65                      |                                 | 21                       | 2011               |
| Residence Vinice (A, B)                                                     | Strašnice                                |                         | 64                              | 19                       | 2004               |
| Kulturní Centrum 12                                                         | Modřany, sídliště Modřany                | 59,3                    |                                 | 23                       | 2003               |
| Crystal                                                                     | Vinohrady                                | 60                      |                                 | 14                       | 2015               |

### Podle absolutní výšky
Tento seznam řadí budovy podle nadmořské výšky nejvyššího místa.
| Pořadí | Název                                                                                          | Lokalita                | nadmořská výška (m n. m.) |
| ------ | ---------------------------------------------------------------------------------------------- | ----------------------- | ------------------------- |
|        | Žižkovská televizní věž (není považována za budovu, v seznamu uvedena jen pro porovnání výšky) | Žižkov                  | 474                       |
| 1.     | Prague Towers                                                                                  | Stodůlky, Velká Ohrada  | 409                       |
| 2.     | Shiran Tower (býv. Výzkumný ústav matematických strojů)                                        | Vokovice                | 393                       |
| 3.     | Office Park Nové Butovice, budova D                                                            | Stodůlky, Nové Butovice | 390                       |
| 4.     | Dům Sluneční náměstí                                                                           | Stodůlky, Nové Butovice | 389                       |
| 5.     | City Tower                                                                                     | Nusle, Pankrác          | 384                       |

## Navržené a plánované
Seznam plánovaných a navržených nezavržených staveb:
| Název                               | Lokalita      | Rok návrhu | výška budovy v metrech | počet nadzemních podlaží | předpokládaný počátek výstavby | předpokládané dokončení |
| ----------------------------------- | ------------- | ---------- | ---------------------- | ------------------------ | ------------------------------ | ----------------------- |
| Aspira II                           | Nové Butovice | 2024       | 137                    |                          |                                |                         |
| Top Tower                           | Nové Butovice | 2019       | 135                    |                          |                                |                         |
| Porto Háje                          | Háje          |            | 120                    | 31                       |                                |                         |
| Žižkov City                         | Žižkov        |            | 100                    | cca 30                   |                                |                         |
| Rezidence Výhledy                   | Pankrác       |            | 84                     | 2×26                     |                                |                         |
| Tide Milevská                       | Pankrác       |            | 81                     | 25                       |                                |                         |
| Centrum Nového Žižkova              | Žižkov        | 2019       | 80                     |                          | 2027                           |                         |
| Nová brána Olbrachtova              | Pankrác       | 2021       | 78                     |                          |                                |                         |
| Duo Galaxie                         | Háje          |            | 72                     | 22                       |                                |                         |
| Administrativní Centrum Budějovická | Pankrác       |            | 72                     | 19                       |                                |                         |
| Budova Prague Marina                | Holešovice    |            |                        | cca 20                   |                                |                         |
| Rezidence Park Kavčí Hory           | Pankrác       |            | 68                     | 3x22                     |                                |                         |

## Zavržené
Seznam zavržených staveb, které se nebudou realizovat:
| Název                     | Lokalita   | Výška budovy v metrech | Počet nadzemních podlaží | Důvod zavržení                                                |
| ------------------------- | ---------- | ---------------------- | ------------------------ | ------------------------------------------------------------- |
| Light house point         |            | 267                    |                          |                                                               |
| Neo Riviera               | Modřany    |                        | 4x40                     |                                                               |
| Prague Eye Towers A, B[4] | Chodov     | 139                    | 31                       | Firma PPF svůj projekt prodala kvůli neprůchodnosti úřady.    |
| EMC Radio Plaza           | Pankrác    | 155, 160               |                          |                                                               |
| Tower City                | Holešovice | 150                    | 42                       | Později snížena na cca 25 pater, přesto nerealizována         |
| Poutník                   | Háje       | 115                    | 30                       |                                                               |
| Litochlebský park         | Chodov     | 105                    | 24                       |                                                               |
| Trojlístek                | Žižkov     | 100                    | 30                       |                                                               |
| City Epoque Office        | Pankrác    | 75,5                   | 21                       | Na místě budovy stojí od roku 2018 budova Main Point Pankrác. |

## Galerie

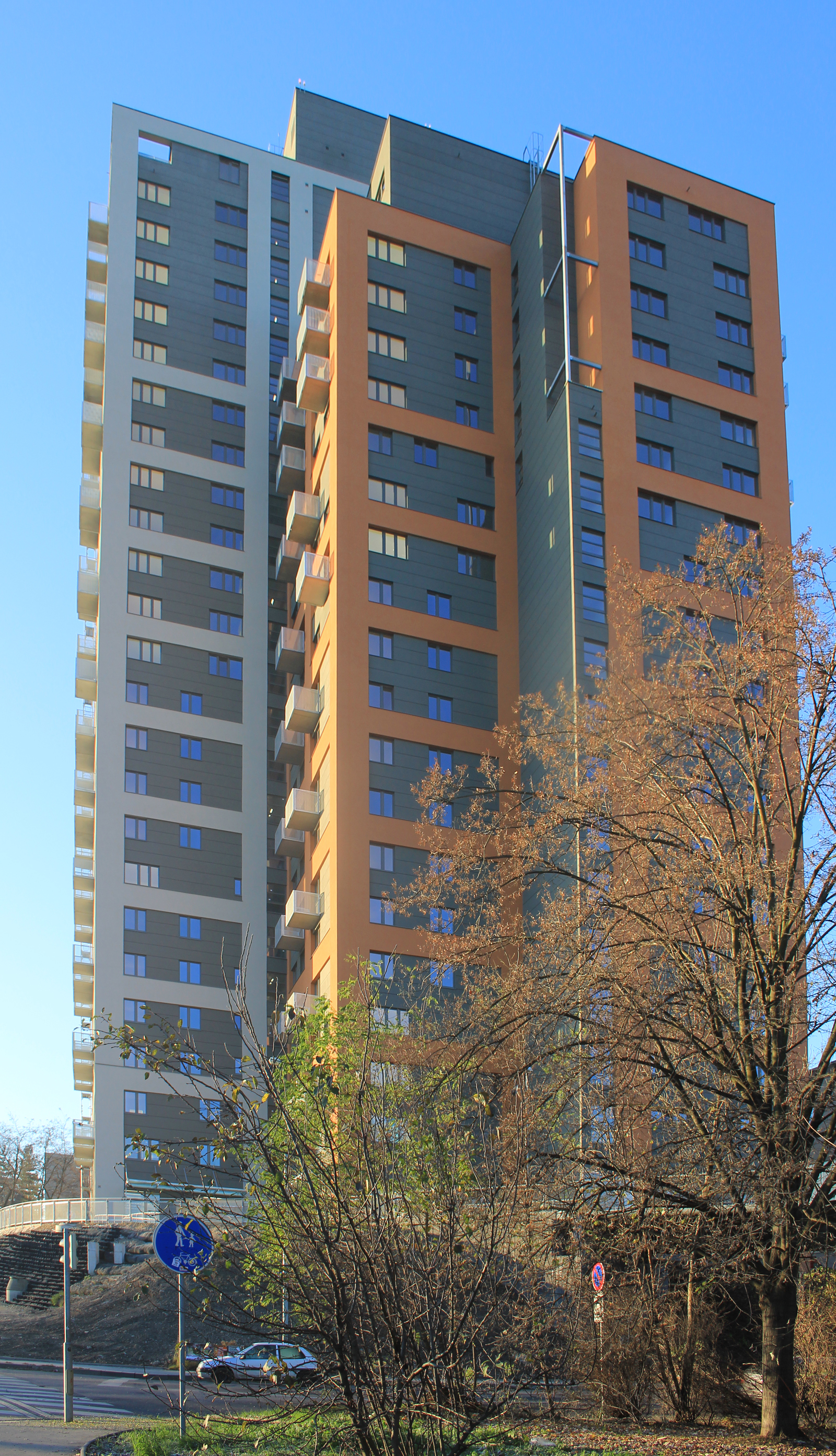
Rezidence Eliška (93,6 m), rok 2013
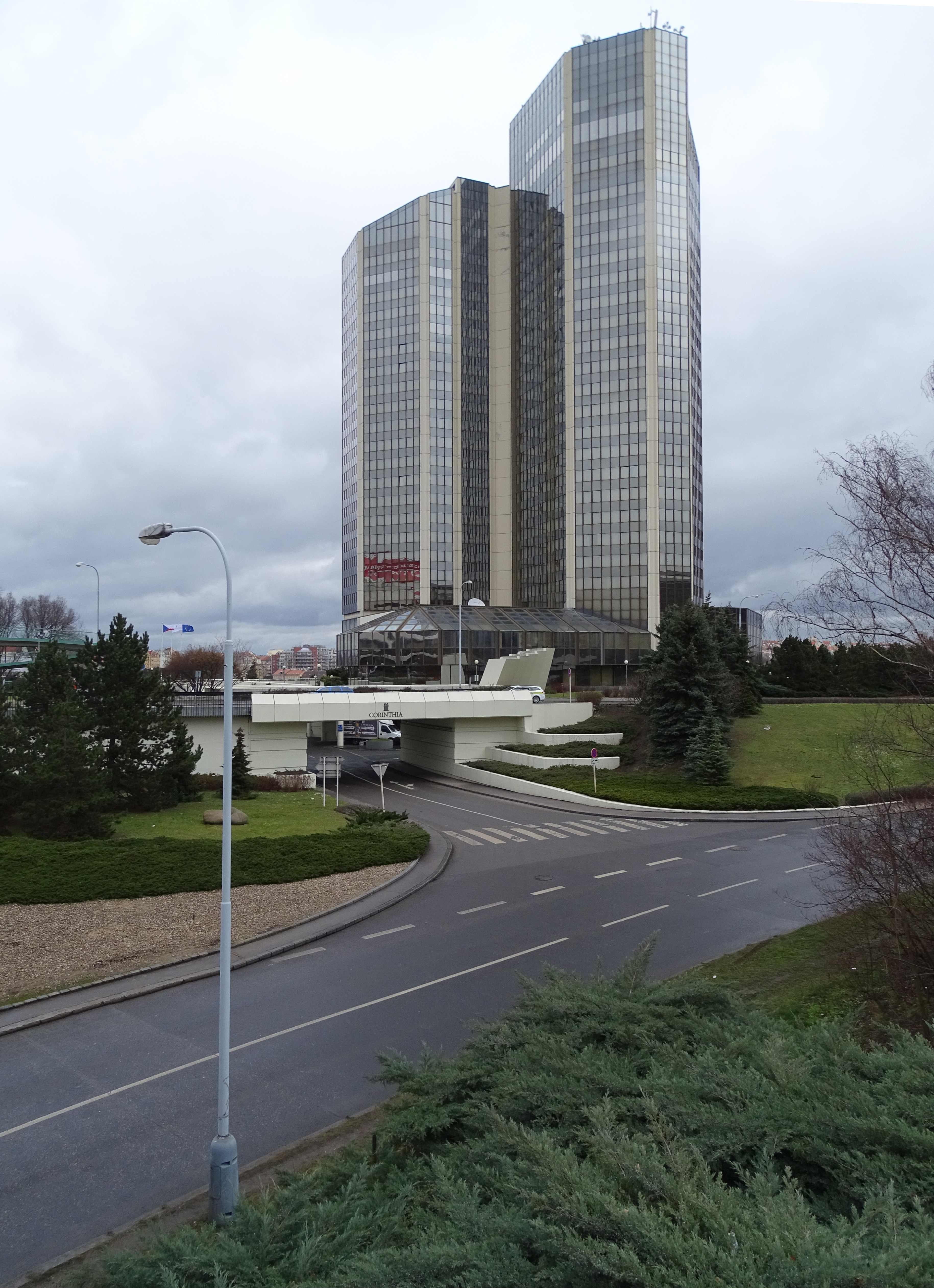
Corinthia Towers (84 m) u Nuselského mostu, foto 2016
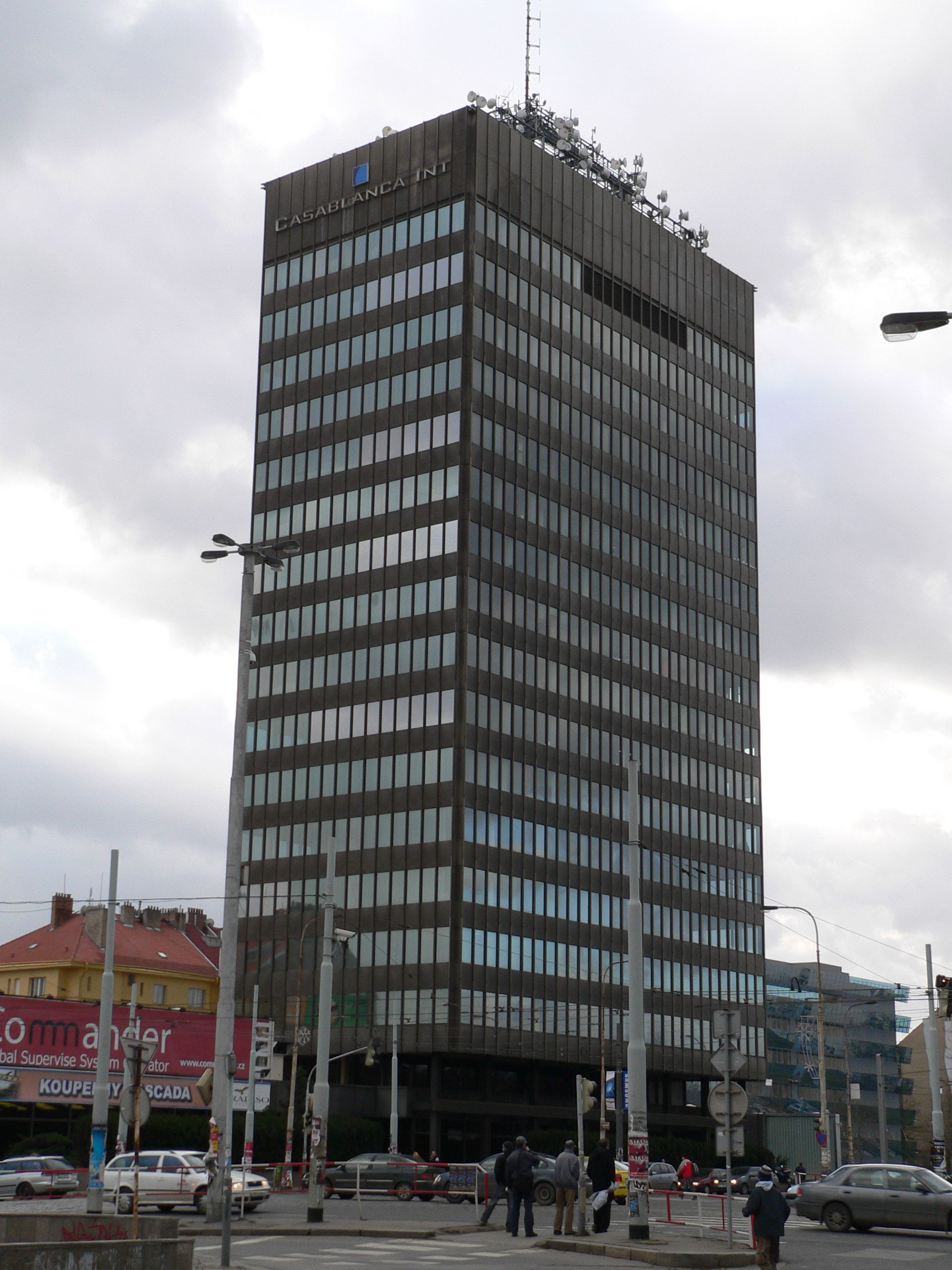
Palác Vinohrady (67,8 m), foto 2007
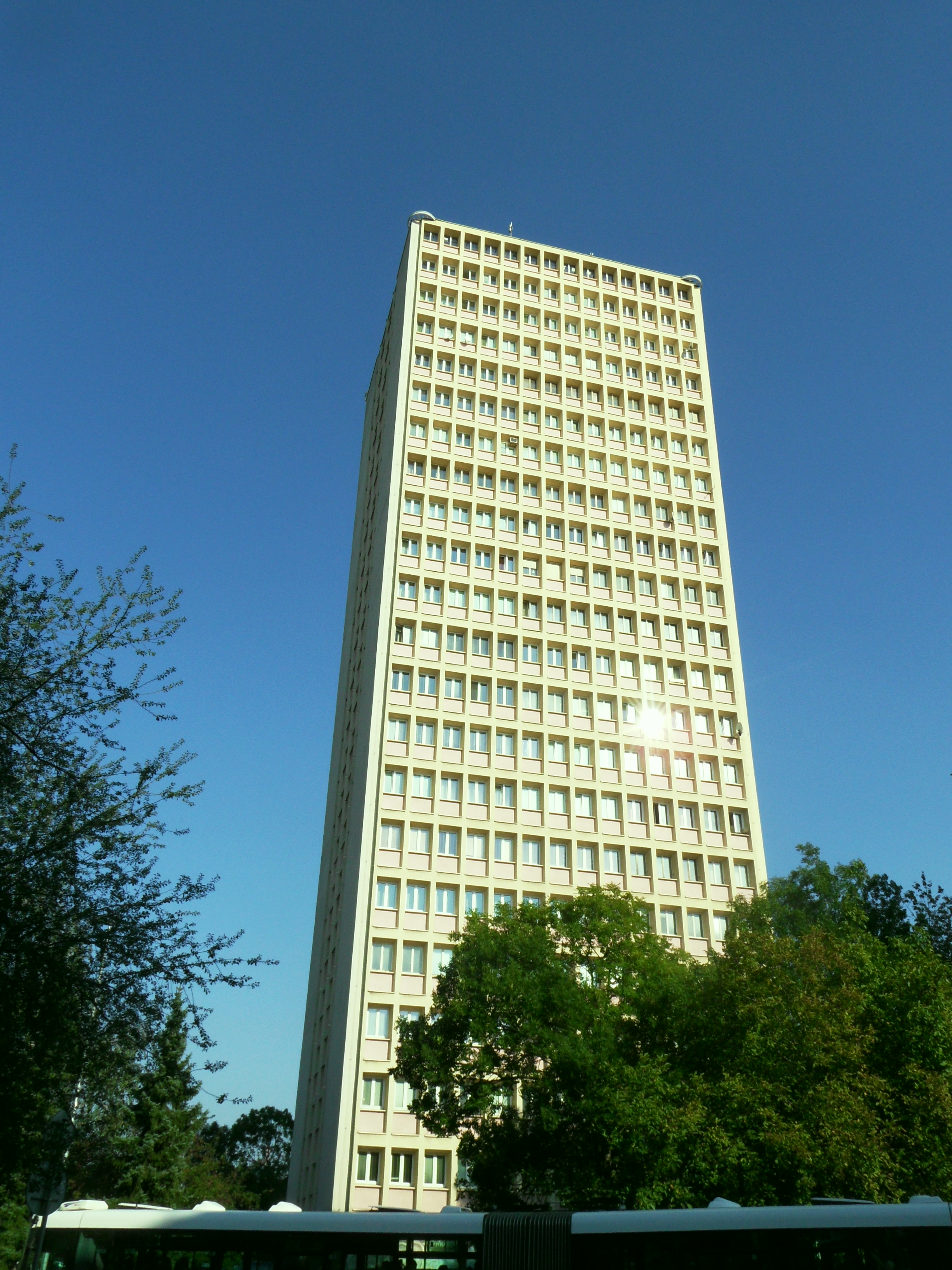
Bytový dům Limuzská 2111/10 (74 m), foto 2016
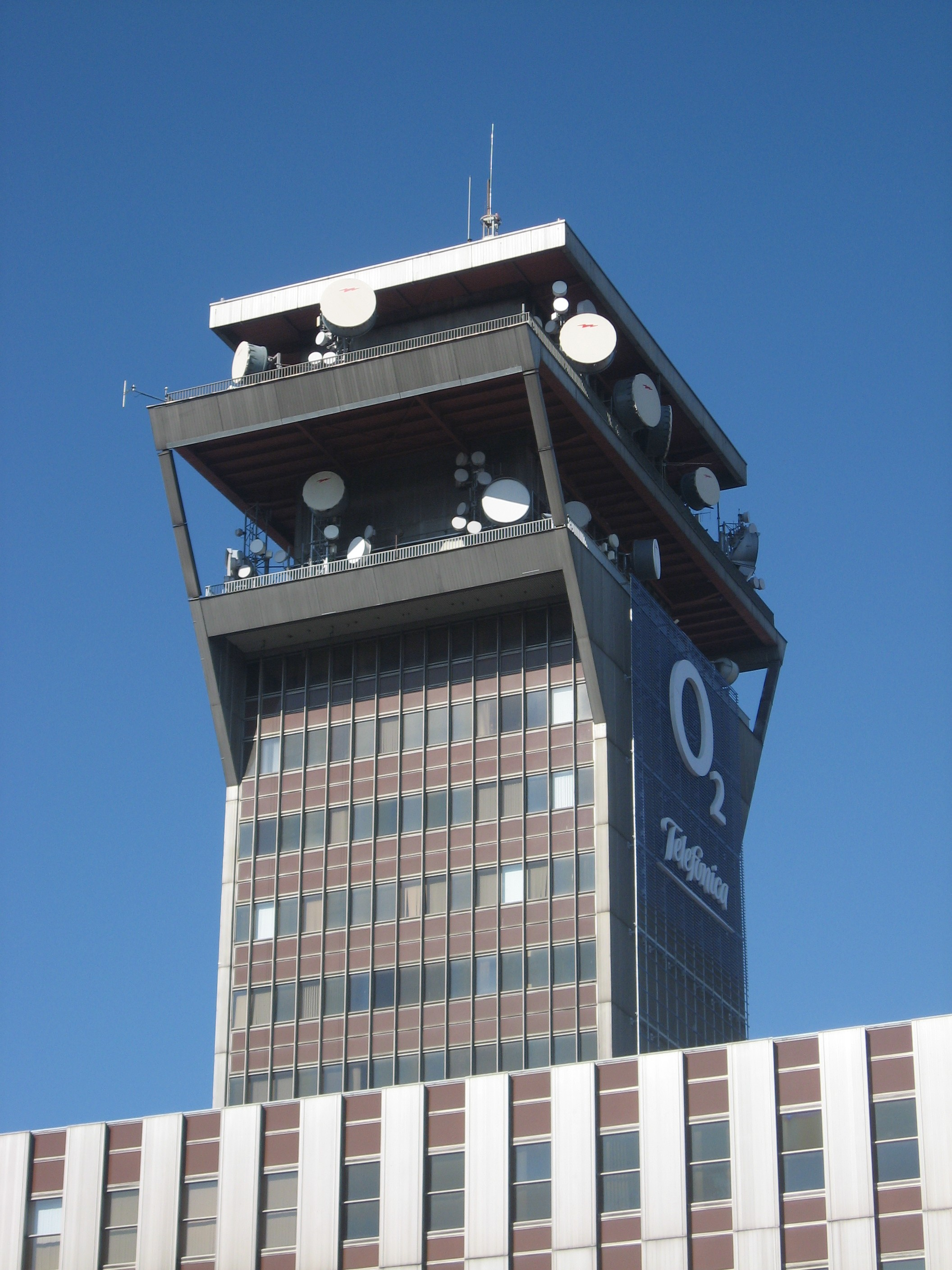
Budova CETIN na Žižkově (85 m), foto 2007